# Kaspisch-Hyrcaanse gemengde bossen
De Kaspisch-Hyrcaanse gemengde bossen (Engels: Caspian Hyrcanian mixed forests) vormen een ecoregio in de Zuidwest-Aziatische landen Azerbeidzjan en Iran. Het bestaat uit gematigde loofbossen en gemengde bossen, gelegen in de buurt van de zuidelijke kust van de Kaspische Zee. De ecoregio strekt zich uit over een oppervlakte van 55.000 vierkante kilometer. De ecoregio bestaat uit zowel laaglandbossen als montane bossen. De bossen zijn genoemd naar de Oudgriekse benaming Hyrcanië, wat afkomstig is van het Oudperzische Varkāna en dat betekent "Land van de Wolven". Sinds 2019 staan de Hyrcaanse bossen in Iran op de Unesco-Werelderfgoedlijst, sinds 2023 ook de valleien Dangyaband en İstisuchay in Azerbeidzjan.

## Ligging

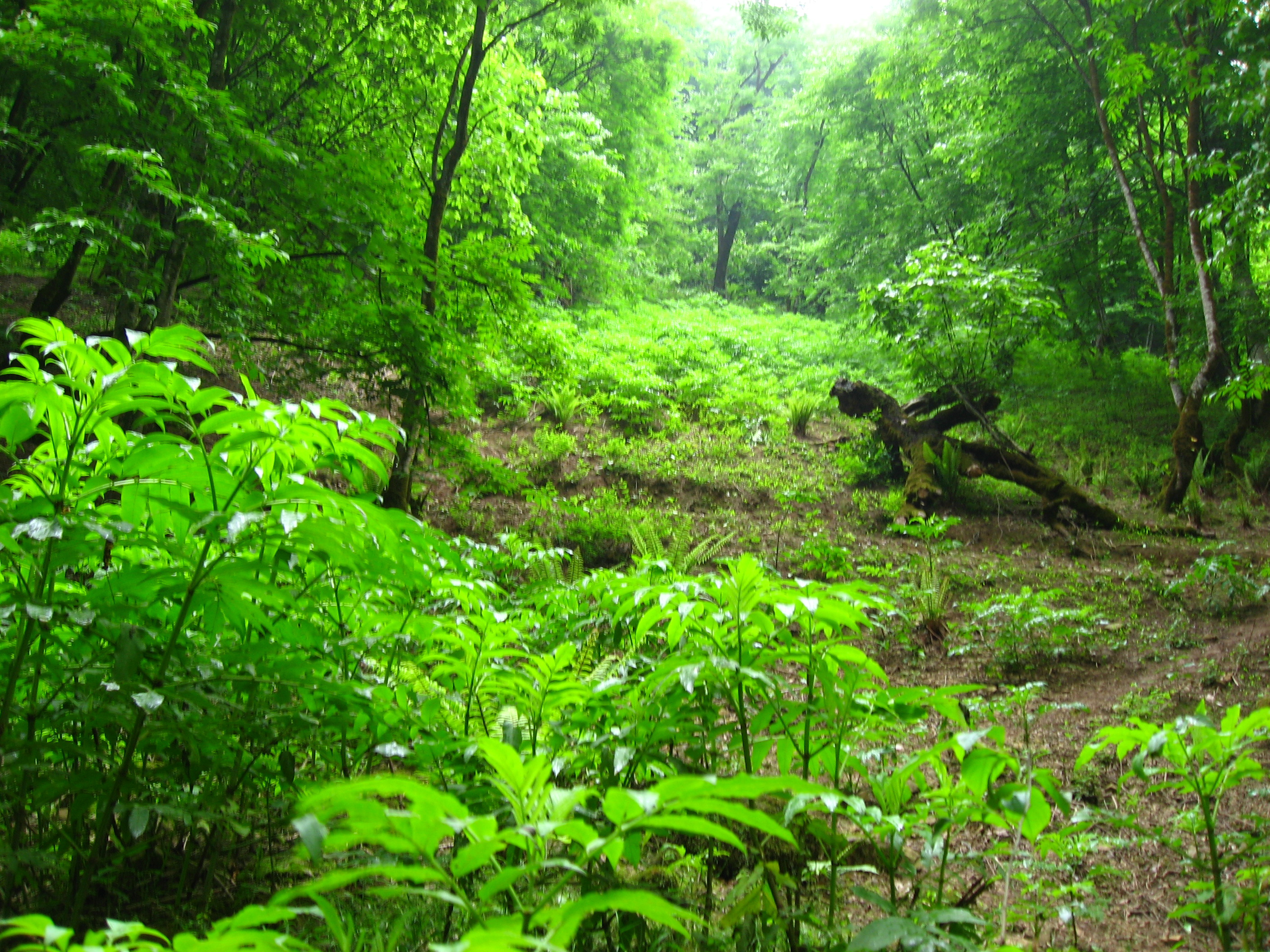
Open plek in het bos in de buurt van het Rudkhan-kasteel in Iran

De ecoregio ligt in de antieke landstreek Hyrcanië aan de zuidelijke kusten van de Kaspische Zee. In het zuidoosten van Azerbeidzjan bedekt de ecoregio de Laagvlakte van Lankaran en het Talyshgebergte. In Iran strekt de ecoregio zich uit over de kuststreken langs de Kaspische Zee en de aangrenzende noordelijke hellingen van het Elboersgebergte. In dit land bevindt zich ook het grootste gedeelte van de bossen met een oppervlakte van 30.400 vierkante kilometer. In de hogere delen meer naar het zuiden gaat de ecoregio over in de bossteppen van het Elboersgebergte. Delen van vijf provincies in Iran worden door deze bossen bedekt, van oost naar west is dat Noord-Khorasan, Golestan, Mazandaran, Gilan en Ardebil.

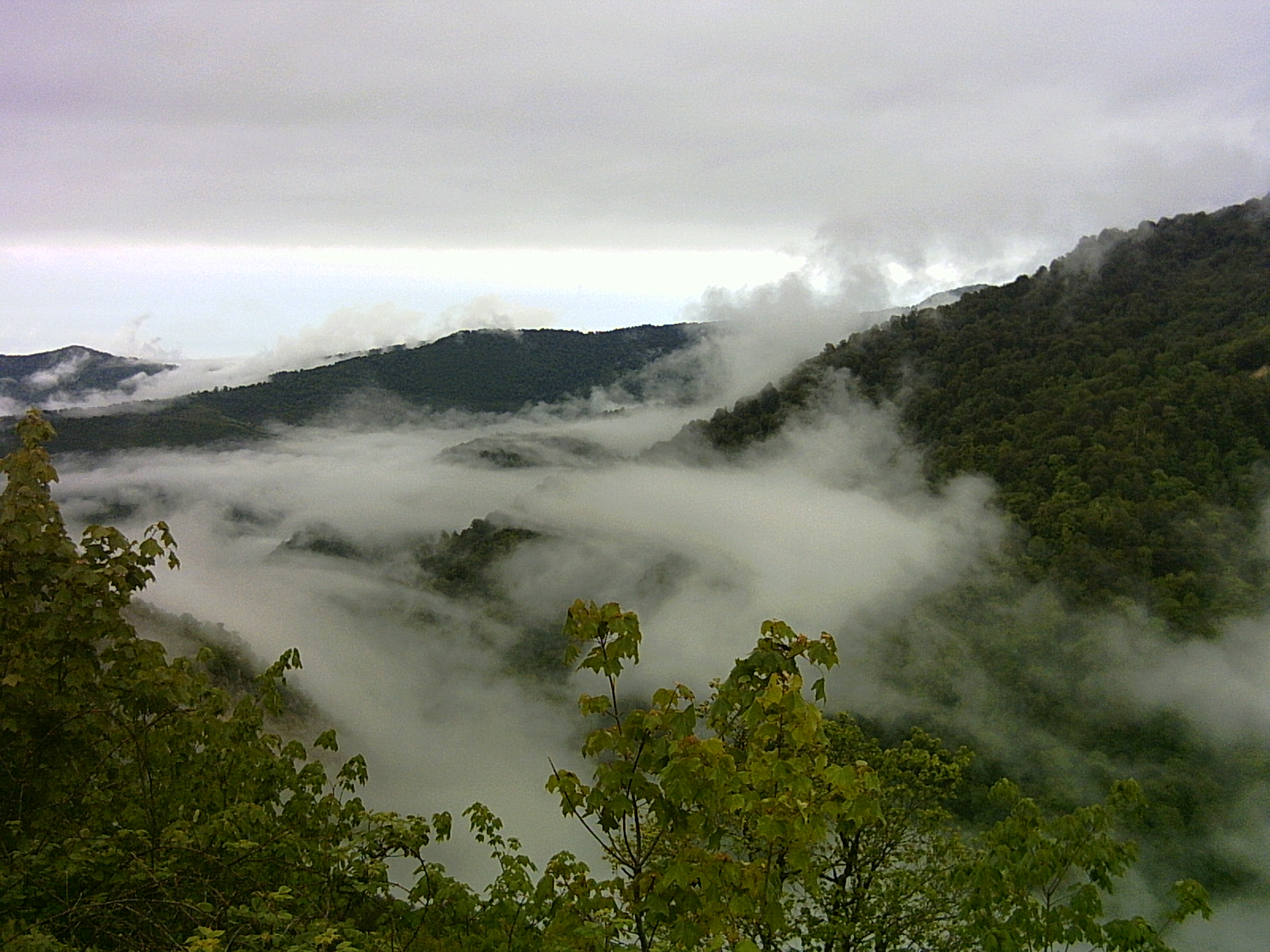
Wolken en mistflarden dragen bij aan het vochtige karakter van de bossen

### Klimaat
Het klimaat in de ecoregio is vochtig en subtropisch en in de hogere delen en meer noordelijk oceanisch. In het gebergte is er sprake van een vochtig continentaal klimaat. De jaarlijkse neerslagsommen variëren tussen de 900 millimeter in het noorden tot 2900 millimeter in het zuiden, waardoor dit gebied weelderiger begroeid is dan in de omliggende steppen en halfwoestijnen het geval is.

## Flora
Binnen de Kaspisch-Hyrcaanse gemengde bossen komen verschillende begroeiingstypes voor die variëren per hoogte. De bossen bedekken de laagvlakte van Lankaran en de kustvlaktes ten noorden van het Talyshgebergte en Elboersgebergte, maar ook de lagere en middelhoge hellingen tot op de hoogste delen van de zojuist genoemde gebergtes. De vegetatie van deze bossen bestaat uit bladverliezende loofbomen die voorkomen in de gematigde klimaatzone. De oosterse beuk (Fagus orientalis) maakt 32,7 procent van de bomen in het bos uit. Een belangrijk kenmerk van deze ecoregio is het ontbreken van naaldbossen. Wel komen er coniferen voor, maar die groeien gemengd tussen de loofbomen. Het gaat dan om naaldbomen zoals de venijnboom (Taxus baccata), Juniperus, Italiaanse cipres (Cupressus sempervirens var. horzontalis) en de oosterse levensboom (Platycladus orientalis).
De kustvlaktes langs de Kaspische Zee zijn bedekt met boomsoorten zoals de eikensoort Quercus castaneifolia, buxus (Buxus sempervirens), zwarte els (Alnus glutinosa susp. barbata), Kaukasische els (Alnus subcordata), witte abeel (Populus alba), de populierensoort Populus caspica en de Kaukasische vleugelnoot (Pterocarya fraxinifolia). Veel van deze bossen zijn verdwenen ten behoeve van stedelijke bebouwing en landbouwgrond.

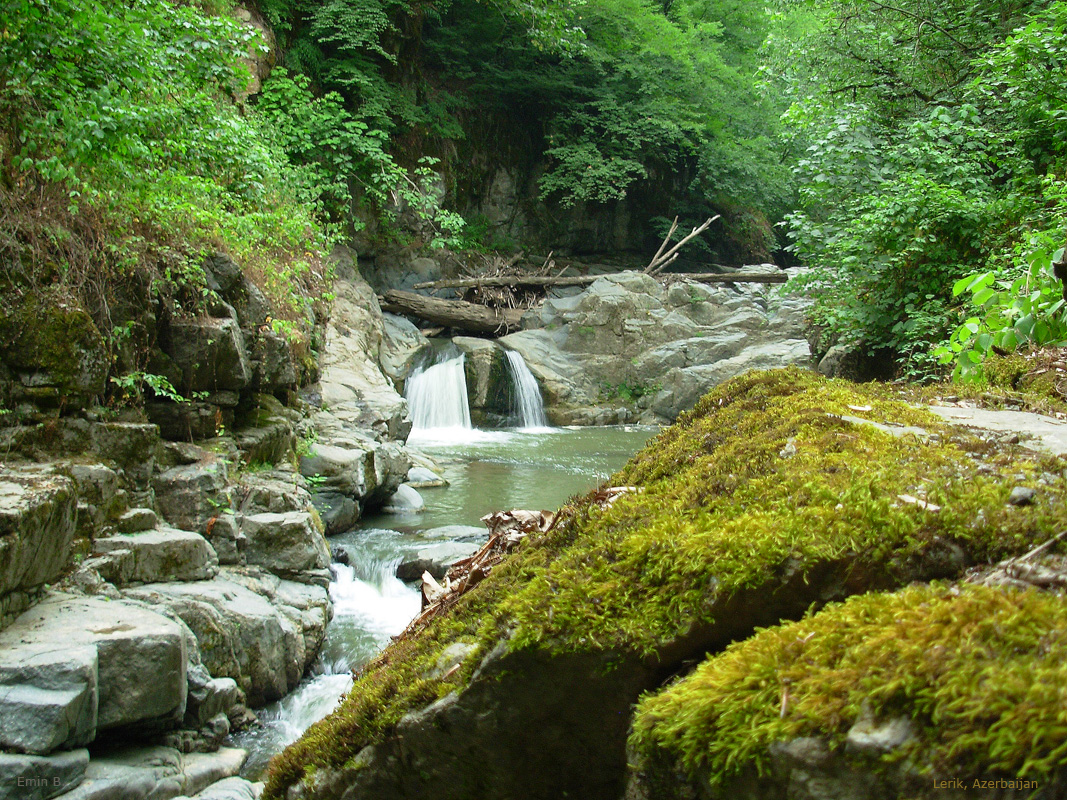
Stromend beekje in bebost bergachtig gebied in het district Lerik, Azerbeidzjan

De lagere hellingen beneden de 700 meter van het Talyshgebergte en Elboersgebergte herbergen diverse vochtige bossen die begroeid zijn met boomsoorten zoals Quercus castaneifolia, haagbeuk (Carpinus betulus), Perzisch ijzerhout (Parrotia persica), zwepenboom (Zelkova carpinifolia), Albizia julibrissin en lotusboom (Diospyros lotus). Ook groeien er talrijke heesters zoals hulst (Ilex hyrcana), muizendoorn (Ruscus hyrcanus), Danae racemosa en Atropa pallidiflora en lianen zoals de klimplantensoort Smilax excelsa en de klimopsoort Hedera pastuchovii. Het Perzisch ijzerhout is een endemische soort in het Talyshgebergte en Noord-Iran en boompopulaties van deze soort kunnen een aanzienlijke dichtheid hebben. De met korstmossen begroeide takken van deze bomen kunnen elkaar overwoekeren, waardoor er in de diepe schaduw op de bosbodem alleen nog maar dode bladeren te vinden zijn. In de herfst krijgen de gele bladeren van de Perzische ijzerhoutboom een lichte lila kleur. In de bossen is nauwelijks dood hout te vinden, dit omdat door het warme vochtige klimaat dood hout snel verrot.
Op de middelhoge hellingen tussen de 700 en 1500 meter is de oosterse beuk (Fagus orientalis) een dominante soort. Daarnaast groeien in deze doorgaans in wolken gehulde bossen ook boomsoorten zoals Quercus castaneifolia, Perzische eik (Quercus macranthera), haagbeuk (Carpinus betulus), oosterse haagbeuk (Carpinus orientalis) en tamme kastanje (Castanea sativa). De hoogste gedeeltes van de gebergten en het subalpien gebied worden gekenmerkt door Perzische eik (Quercus macranthera), oosterse haagbeuk (Carpinus orientalis) en zijn verder begroeid met kreupelhout en steppes. Alpiene toendra's en bergweiden bedekken de hoogste delen.

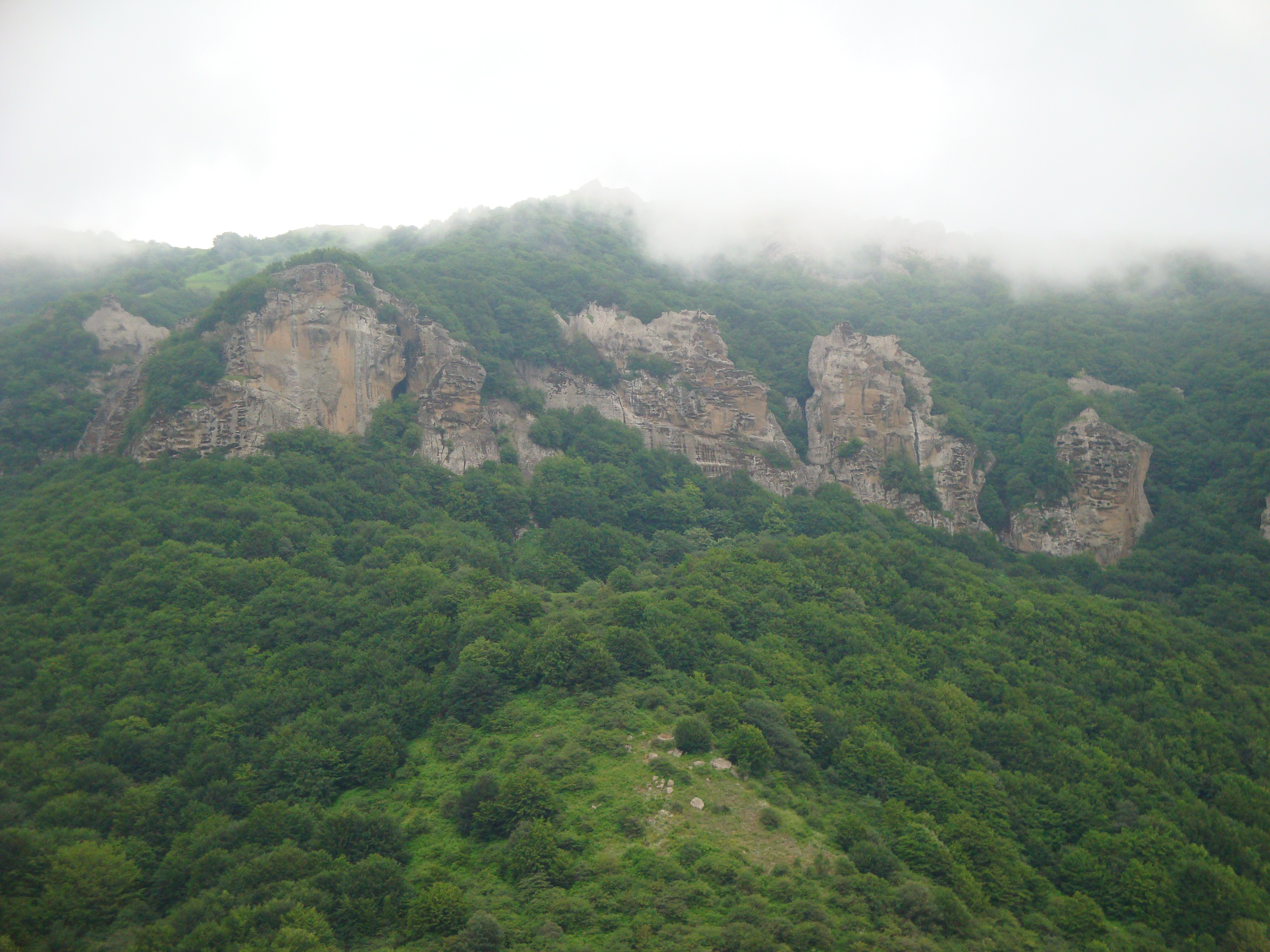
Met bos begroeide berghellingen van de Elboers

In de bossen komen naast de zojuist genoemde soorten ook nog de boomsoorten Gleditsia caspica, de esdoornsoort Acer velutinum, Colchische esdoorn (Acer cappadocicum), es (Fraxinus excelsior), ruwe iep (Ulmus glabra), zoete kers (Prunus avium), elsbes (Sorbus torminalis) en zomerlinde (Tilia platyphyllos) voor.

## Fauna
Ooit werden de bossen bewoond door de Kaspische tijger (Panthera tigris virgata), maar die is nu uitgestorven. Andere grote zoogdieren die hier nog wel voorkomen zijn het Perzisch luipaard (Panthera pardus ciscaucasica), de Euraziatische lynx (Lynx lynx), bruine beer (Ursus arctos), wild zwijn (Sus scrofa), wolf (Canis lupus), goudjakhals (Canis aureus), moeraskat (Felis chaus), das (Meles meles), edelhert (Cervus elaphus) en de otter (Lutra lutra).
De ecoregio is een belangrijk rustgebied voor vogels die vanuit Rusland naar Afrika trekken en dus daarom een belangrijke habitat voor talrijke vogels. Tot de prominente vogelsoorten behoren de grauwe gans (Anser anser), kolgans (Anser albifrons), kleine trap (Tetrax tetrax), zwarte ibis (Plegadis falcinellus), lepelaar (Platalea leucorodia), kwak (Nycticorax nycticorax), roodhalsgans (Branta ruficollis), slechtvalk (Falco peregrinus), kroeskoppelikaan (Pelecanus crispus), koereiger (Bubulcus ibis), ralreiger (Ardeola ralloides), gewone flamingo (Phoenicopterus roseus), witkopeend (Oxyura leucocephala) en het Kaspisch berghoen (Tetraogallus caspius).

## Beschermde gebieden
De biodiversiteit en de endemische soorten die de ecoregio vertegenwoordigt, maken het tot een belangrijk gebied om in stand gehouden te worden. De habitats in deze ecoregio worden bedreigd doordat gedeeltes van de bossen worden omgezet in thee-, groente-, fruit- en wijnplantages en ook door niet-duurzame bosbouw en stroperij.
De bestaande beschermde gebieden in Azerbeidzjan omvatten:
- Nationaal park Absheron
- Ghizil-Agaj State Reserve
- Nationaal park Hirkan
- Nationaal park Zuvand

De bestaande beschermde gebieden in Iran omvatten:
- Nationaal park Golestan
- Jahan Nama Protected Area
- Central Alborz Protected Area
- Lisar Protected Area
- Siah Keshim Protected Area
- Dodangeh Wildlife Refuge
- Miankaleh Wildlife Refuge
- Selkeh Wildlife Refuge
- Dashtenaz Wildlife Refuge

## Galerij

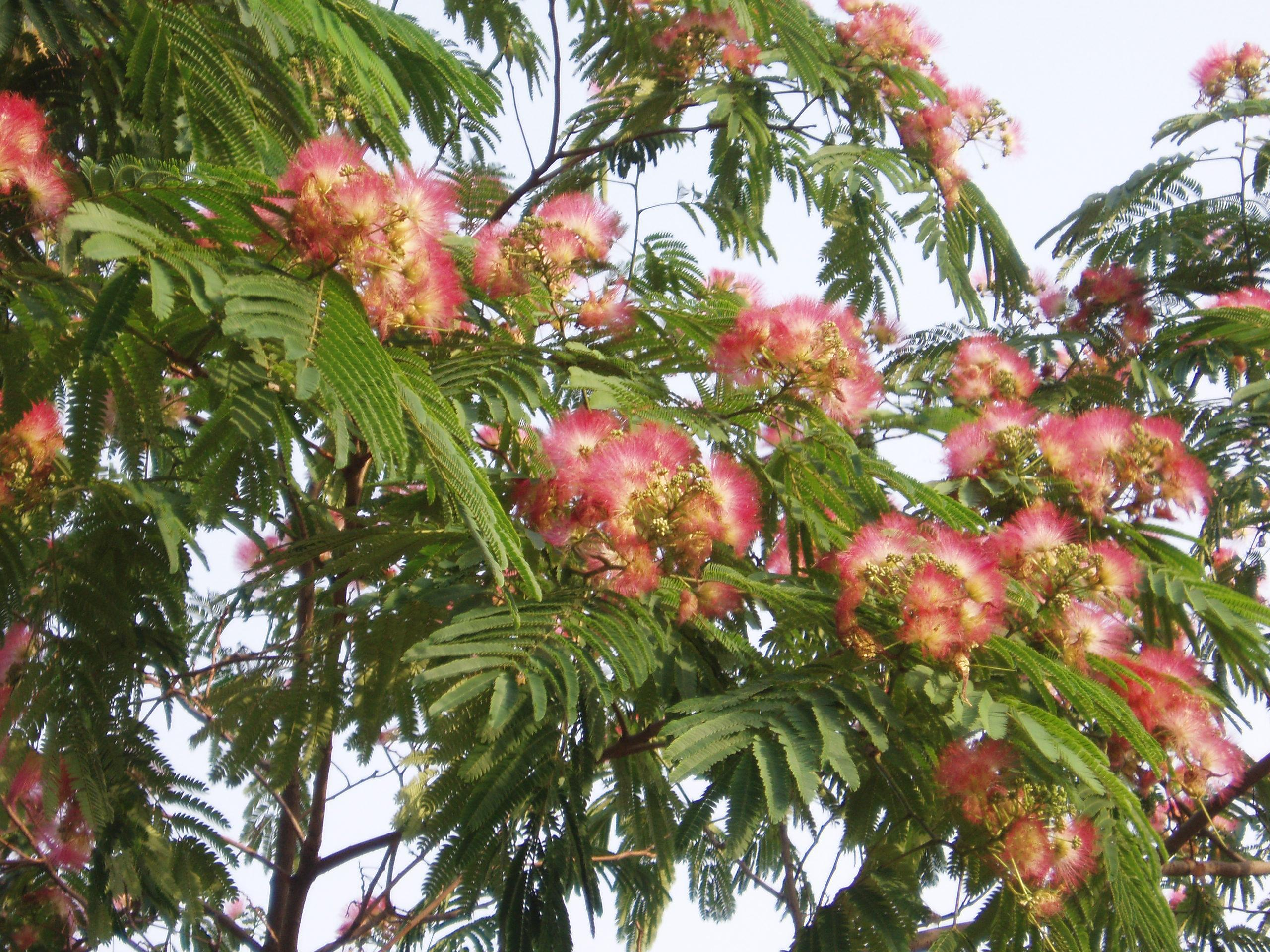
Albizia julibrissin
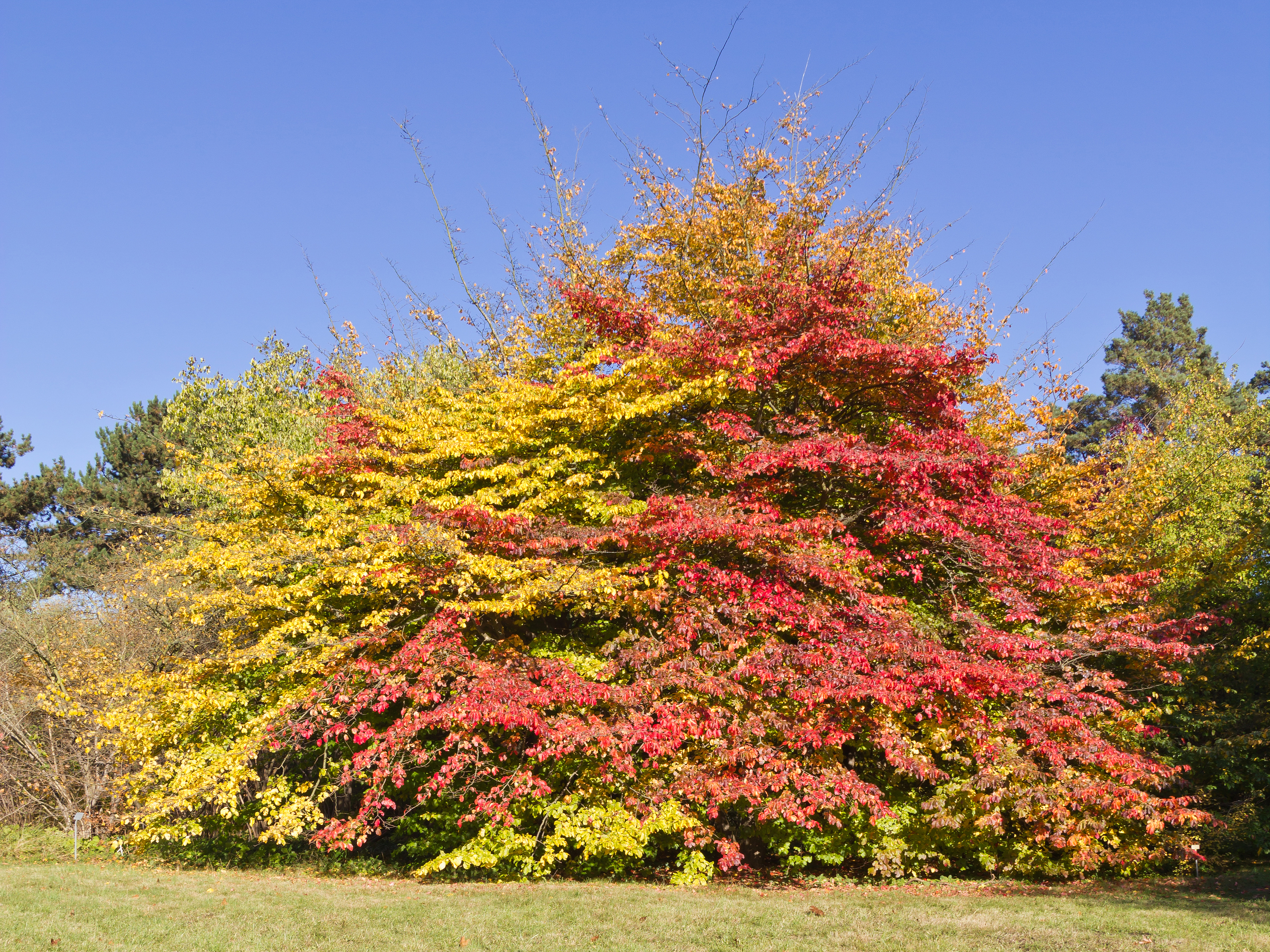
Perzisch ijzerhout
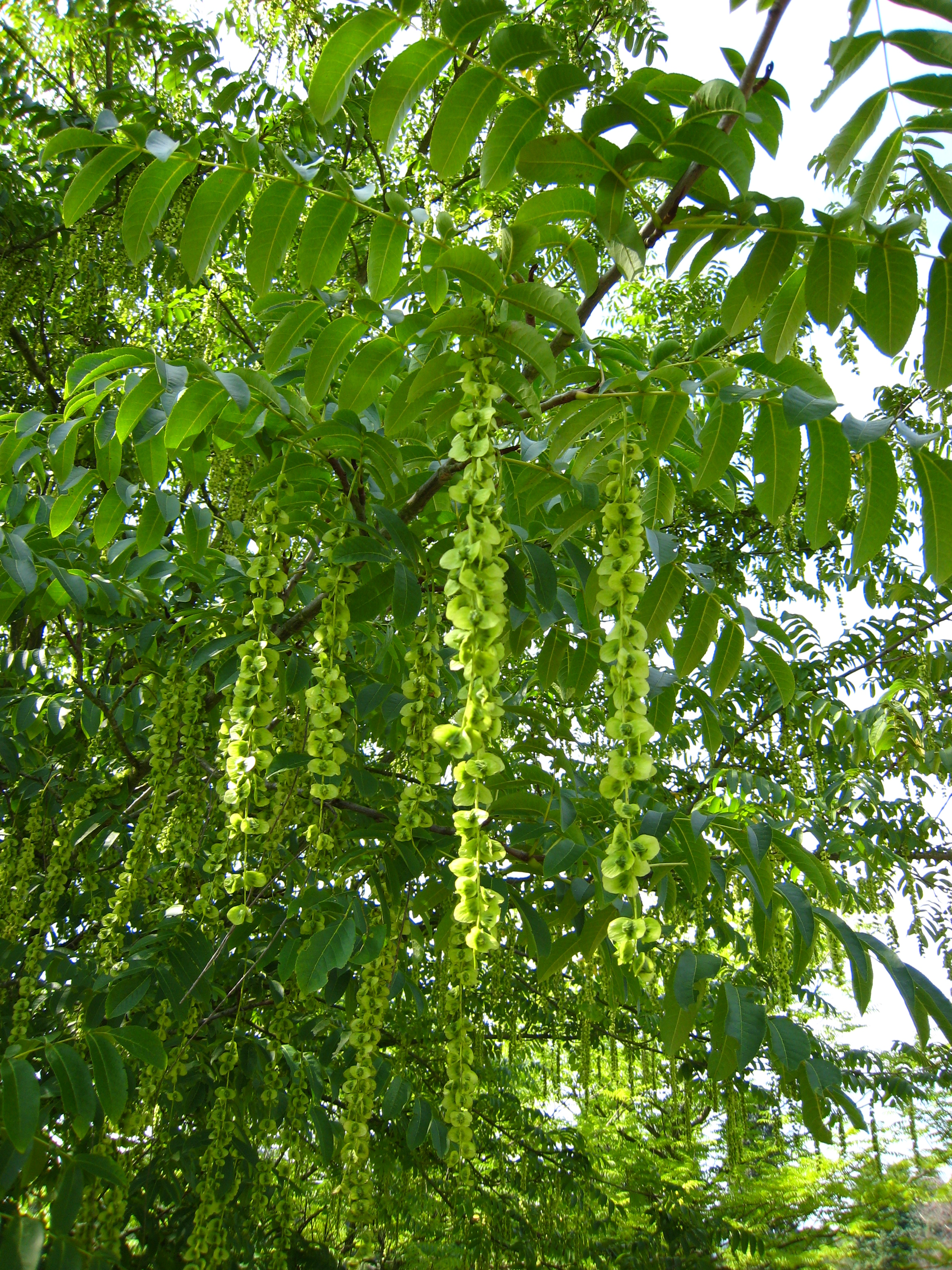
Kaukasische vleugelnoot
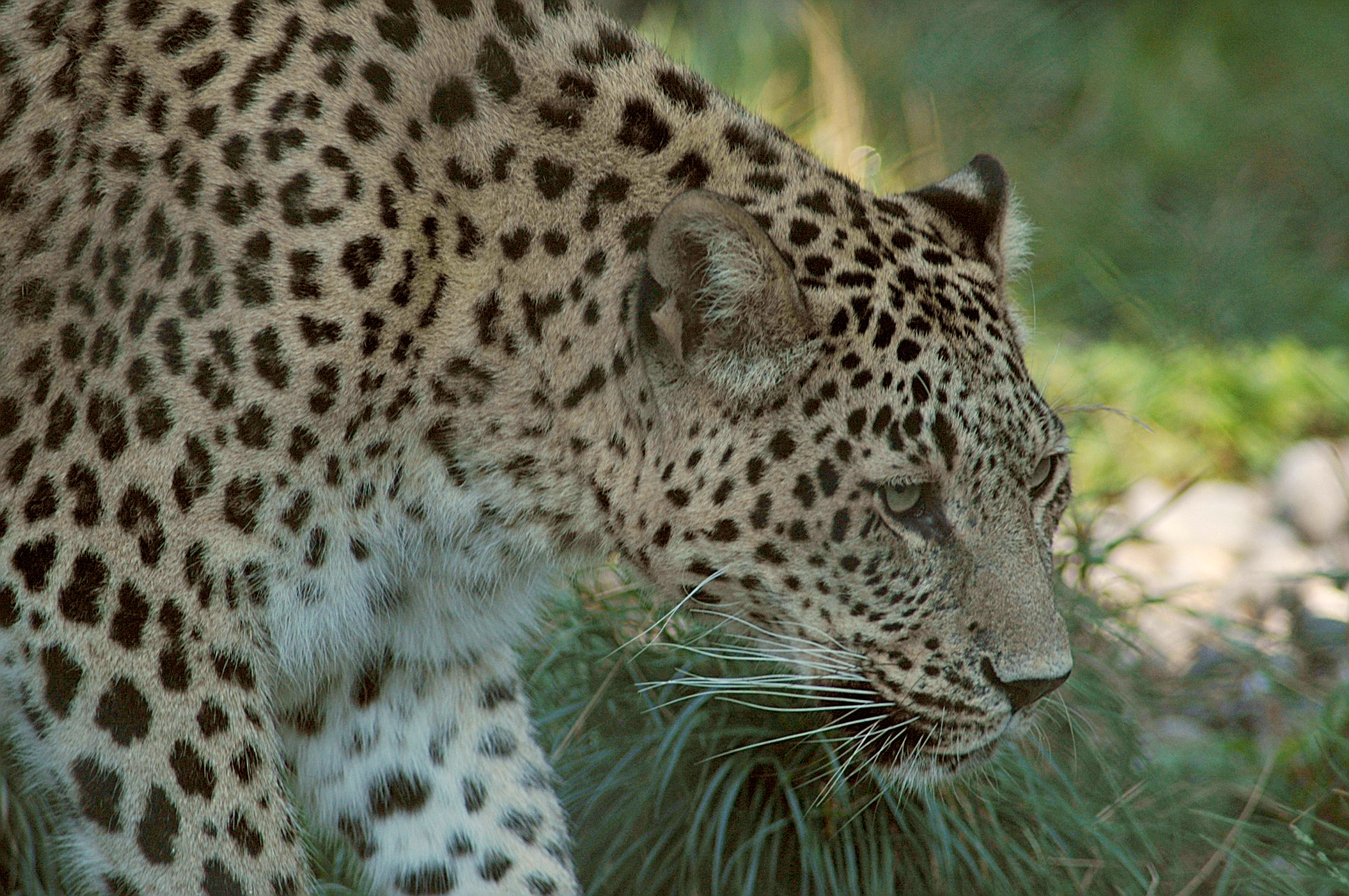
Perzisch luipaard
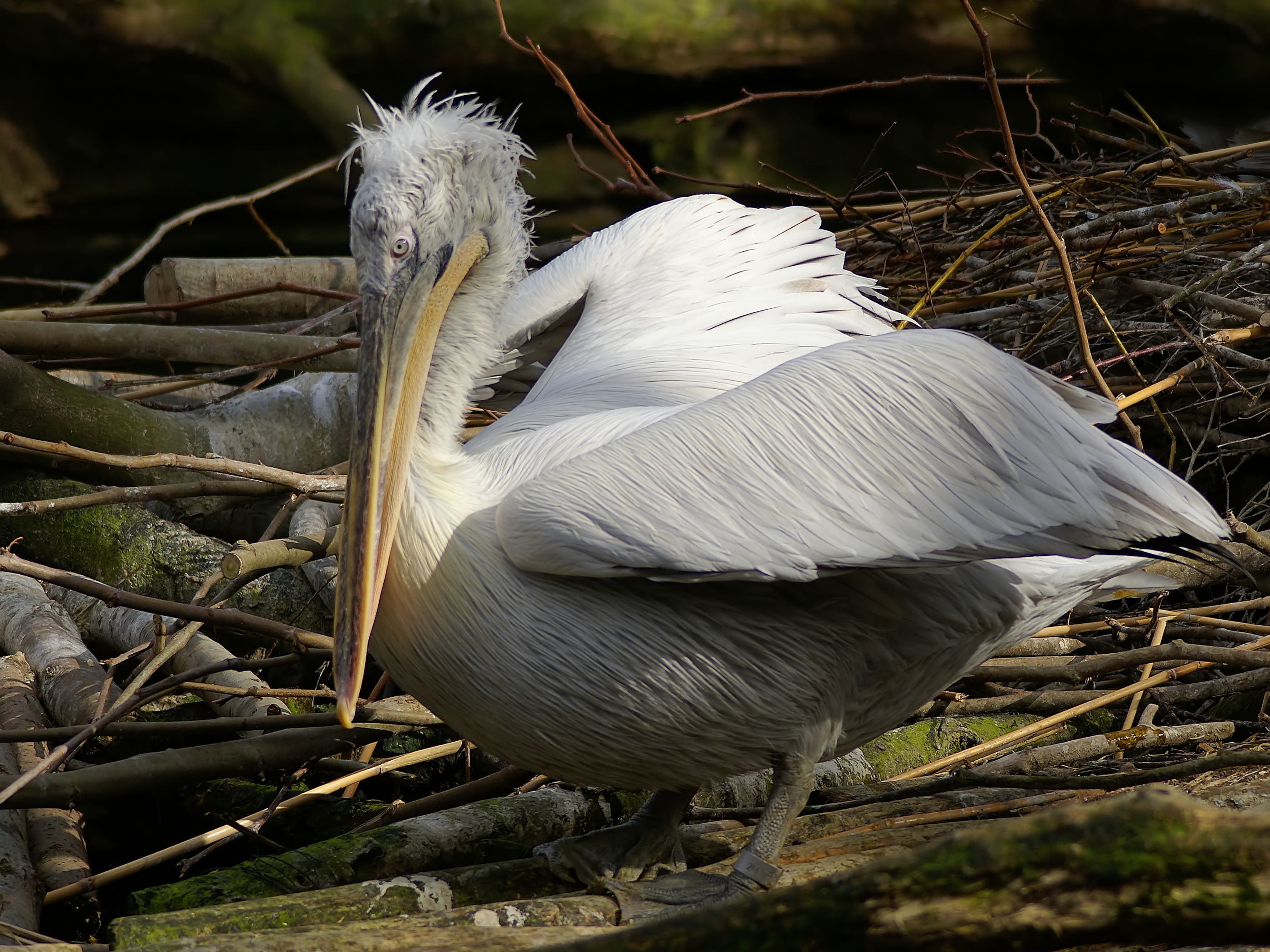
Kroeskoppelikaan
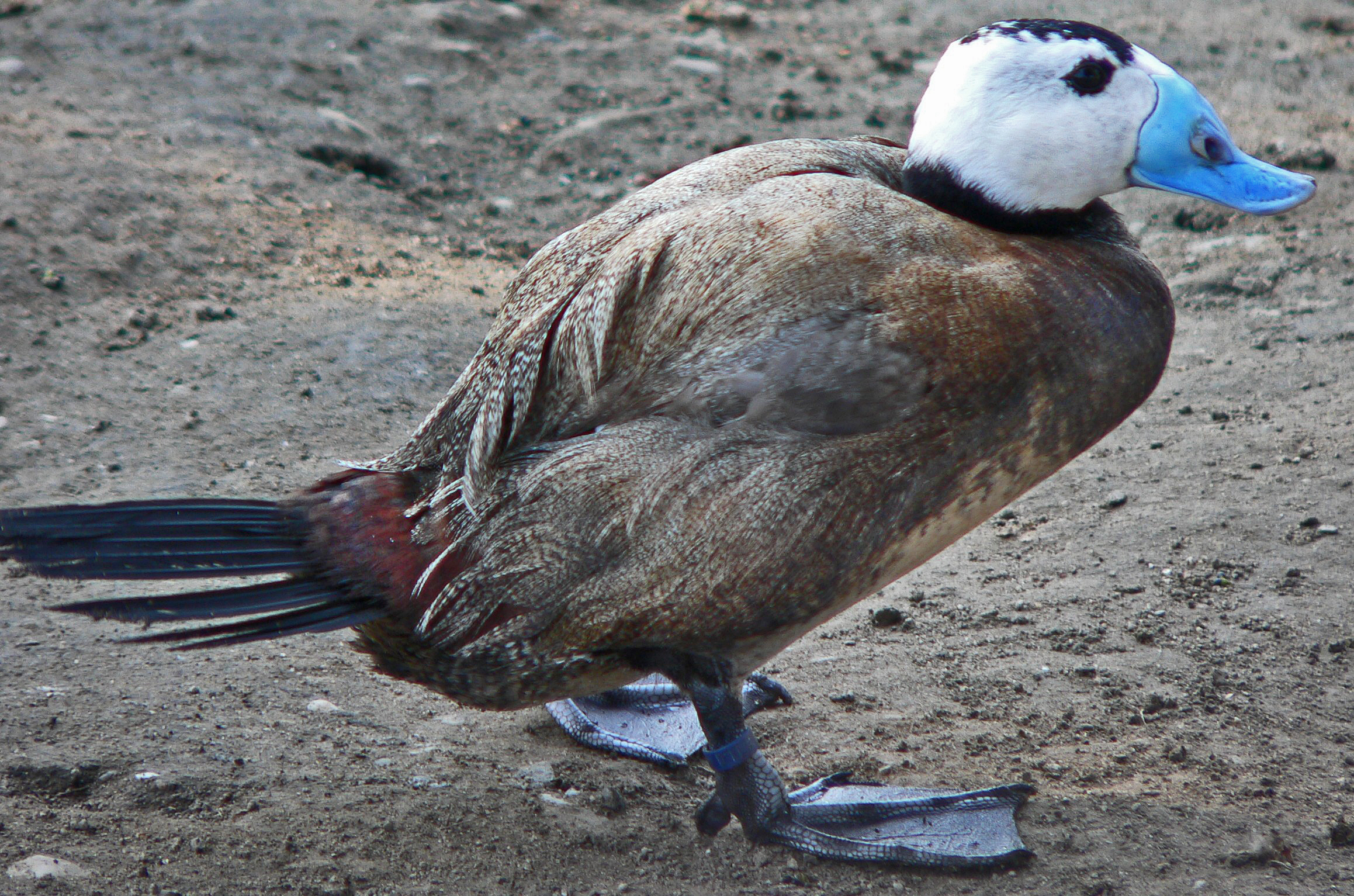
Witkopeend

Ommuurde stad Bakoe met Shirvanshahpaleis en Maagdentoren ·
Cultuurlandschap en rotskunst van Gobustan ·
Historisch centrum van Şəki met het paleis van de Khan · Hyrcaanse bossen
Chogha Zanbil · Persepolis · Plein van de Emam · Takht-e Soleyman · Pasargadae · Bam en zijn cultuurlandschap · Soltaniyeh · Behistuninscriptie · Armeense kloosterensembles in Iran · Historisch hydraulisch systeem van Shushtar · Khānegāh en heiligdom van sjeik Safi al-Din · Bazaar van Tabriz · Perzische tuin · Vrijdagmoskee van Isfahan · Gonbad-e Qabus · Golestanpaleis · Shahr-i Sokhta · Susa · Cultuurlandschap van Meymand · Het Perzisch qanat · Dasht-e Lut · Historische stad Yazd · Archeologisch landschap van de Sassaniden in de Farsstreek · Hyrcaanse bossen · Trans-Iraanse Spoorlijn · Cultuurlandschap van Hawraman/Uramanat  · Hegmataneh